# لوبشا (استان اوپوله)
لوبشا (به لهستانی: Lubsza) یک منطقهٔ مسکونی در لهستان است که در گمینا لوبشا واقع شده‌است.